# Жан Де Вилијерс
Жан Де Вилијерс (енгл. Jean de Villiers; 24. фебруар 1981) јужноафрички је рагбиста. Сматра се једним од најбољих центара на јужној хемисфери.

## Биографија
Висок 190 цм, тежак 103 кг, Де Вилијерс игра на позицији број 12 - први центар (енгл. Inside centre). У каријери је играо за Вестерн Провинс, Стормерс и Манстер рагби. Тренутно игра за Стормерсе у најјачој лиги на свету (Супер Рагби). За репрезентацију ЈАР одиграо је 109 утакмица и постигао 135 поена. Због проблема са повредама , пропустио је пуно кључних утакмица на светским првенствима, зато се сматра једним од најбаксузнијих рагбиста 21. века.